# کارل پیدرسن (قایقران روئینگ)
کارل پیدرسن (دانمارکی: Carl Pedersen; ۳۰ سپتامبر ۱۸۸۴ – ۳ سپتامبر ۱۹۶۸) قایقران روئینگ اهل دانمارک بود.